# گودال قیر

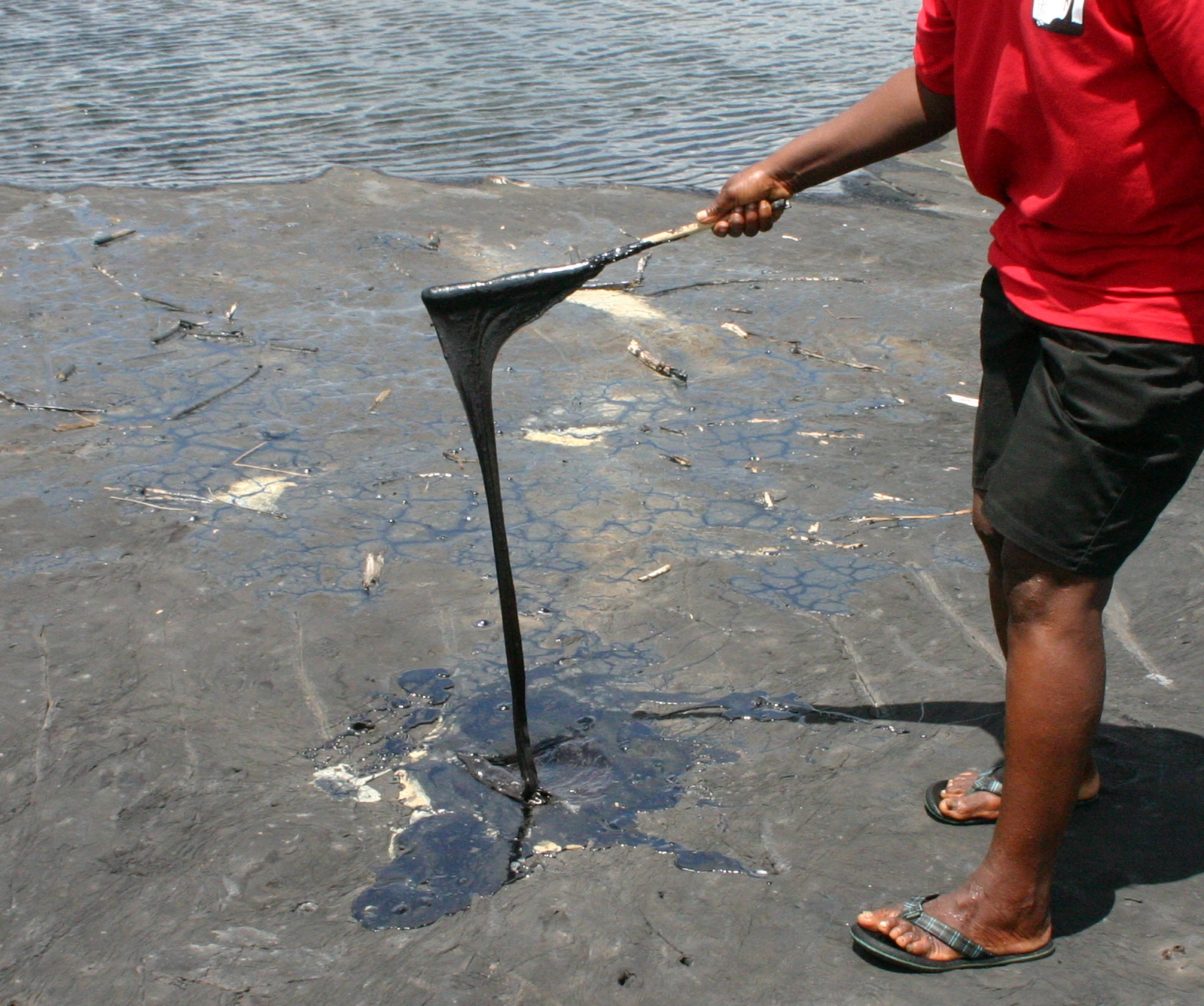
گودال قیر در Tierra La Brea، ترینیداد

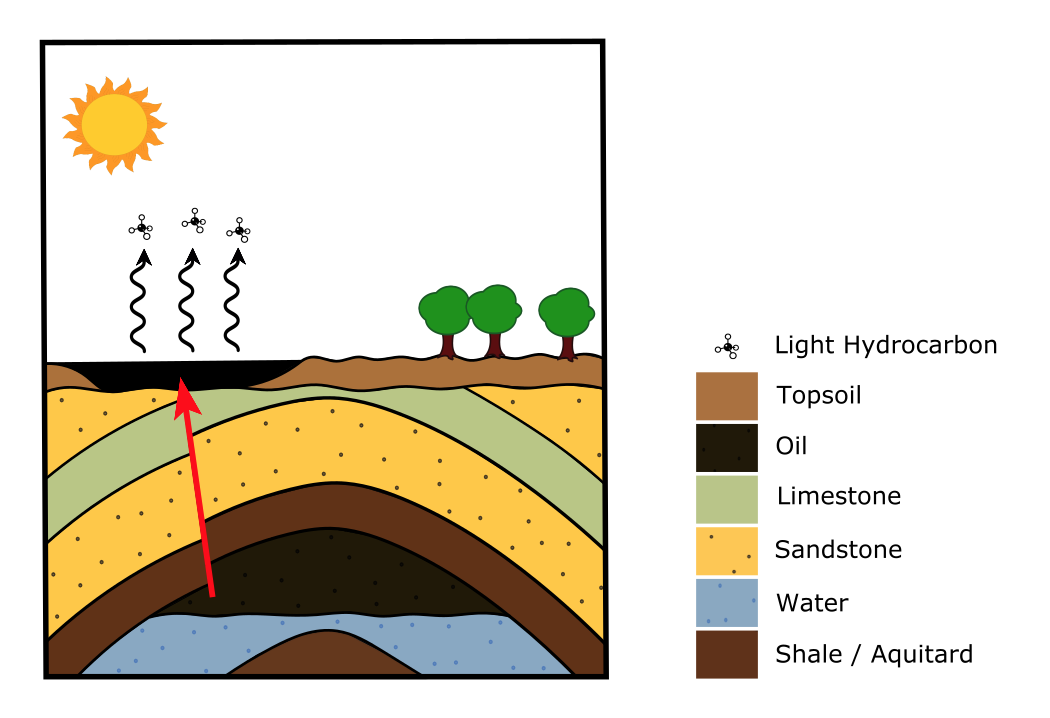
یک تله پادکلینال گودال قیر را از طریق شکستگی عمودی در طبقات (که با فلش قرمز نشان داده شده‌است) تغذیه می‌کند. زمانی که نفت خام به سطح می‌رسد، تبخیر انجام می‌شود و هیدروکربن‌های سبک‌تر تبخیر می‌شوند و آسفالت چسبنده ای از آنها باقی می‌ماند که قیر است.

چاله‌های قیر که گاهی به عنوان چاله‌های آسفالت شناخته می‌شوند، رسوبات آسفالت بزرگی هستند. آنها در حضور نفت تشکیل می‌شوند که نفت، وقتی مواد آلی پوسیده تحت فشار زیر زمین قرار می‌گیرند، ایجاد می‌شود. اگر این نفت خام از طریق شکستگی‌ها، مجراها یا لایه‌های سنگ‌های رسوبی متخلخل از لایه‌های زیرین زمین، به روی زمین تراوش کند، امکان دارد که در سطح زمین جمع شود و در چاله‌هایی انباشته شود. اجزای سبک‌تر نفت خام تبخیر می‌شوند و یک آسفالت سیاه و چسبناک از خود به جای می‌گذارند که همان قیر است. تجمع این قیرهای باقی‌مانده، چاله‌های قیر را می‌سازد.
چاله‌های قیر در بالای ذخایر نفت تشکیل می‌شوند و این ذخایر نفتی اغلب در نفت‌گیرها یافت می‌شوند. در واقع، حدود ۸۰ درصد نفتی که روی زمین تا کنون یافت شده، در نفت‌گیرها یافت شده‌است. تاقدیس یا نفت گیر چین‌هایی در لایه‌های چینه‌شناسی هستند که در آن هر نیمی از چین یا اعوجاج لایه‌های زیرین زمین، از قله و بخش سطحی خود، فاصله می‌گیرند. چنین سازه‌هایی معمولاً در بالای گسل‌های رانش یا در پوسته‌های در حرکت، که لایه‌های زیرین زمین در آن مناطق در حال خم شدن و چین خوردگی است، ایجاد می‌شوند. اگر سازه بالای چین اولاً مقعر و رو به پایین (قوسی) باشد و ثانیاً جنس آن به صورت سنگی و همچنین غیر متخلخل یا آکویتارد مانند شیل باشد، تله تاقدیس محسوب می‌شود. شکل این بخش یک نمودار مقطع ساختگی است که نفتی که در یک تله تاقدیس گیر کرده را نشان می‌دهد. اگر گسل یا شکستگی در لایه‌های پوشاننده بالای ذخیره نفت وجود داشته باشد، این نفت مدفون ممکن است به سطح مهاجرت کند و چاله‌ها را ایجاد کند.

## بررسی شیمیایی
چاله‌های قیر حوضچه‌هایی از آسفالت هستند. با این حال، آنها از ابتدای شکل‌گیری چسبناک و متراکم نیستند. این استخرها ابتدا نفت خامی هستند که از زیر سطح زمین سرچشمه گرفته و به روی زمین تراوش کرده‌است. نفت خام مخلوطی از ترکیبات مولکول‌های ناهمگن ، هیدروکربن‌ها، فلزات و ترکیبات معدنی است. مولکول‌های ناهمگن، مولکول‌هایی آلی هستند که حاوی عناصری به جز کربن یا هیدروژن هستند، در حالی که هیدروکربن‌ها فقط حاوی کربن و هیدروژن هستند. ویسکوزیته نفت خام کمتر از آسفالت است زیرا حاوی درصد بیشتری از هیدروکربن‌های سبک است. هیدروکربن‌های سبک شامل آلکان‌های کم کربن هستند مثل: متان، اتان، پروپان و بوتان. این مولکول‌ها وزن مولکولی بسیار کمی دارند. نفت‌های خام حوزه‌های متفاوت، ممکن است حاوی برخی ناخالصی‌های معدنی مانند CO2، H2S, N2 و O2 باشند. در سطح زمین، این مولکول‌های سبک ممکن است از نفت خام تبخیر شوند و مولکول‌های سنگین تر و چسبنده را از خود باقی بگذارند. آسفالت یا قیر معمولاً حاوی زنجیره‌های مولکول هیدروکربنی با بیش از پنجاه اتم کربن است. هر چه زنجیره هیدروکربنی طولانی‌تر باشد، چسبناک تر می‌شود و نقطه جوش افزایش می‌یابد و گرانروی آن هم بیشتر می‌شود.
تبخیر فرایند مهمی در تشکیل چاله‌های آسفالت است. بسته به ترکیب شیمیایی، نفت خام حوزه‌های مختلف به‌طور متفاوتی تبخیر می‌شود. مقدار نفت خام سبک روی سطح زمین ممکن است به واسطه تبخیر تنها پس از چند روز تا ۷۵ درصد حجم اولیه کاهش مقدار دهد و مولکول‌های سبک‌تر تبخیر شوند و به عنوان محصول حاصل، آسفالت باقی بماند. برای نفت خام عادی، این تغییر حجم ممکن است تا ۴۰ درصد کاهش یابد. میانگین ترکیب وزنی یک نمونه قیر ۸۰٫۲ درصد کربن، ۷٫۵ درصد هیدروژن، ۷٫۶ درصد اکسیژن، ۱٫۷ درصد نیتروژن و ۳٫۰ درصد گوگرد است.

## چاله‌های معروف قیر

### چاله‌های قیر لا برا
چاله قیر لا برا در جنوب کالیفرنیا در آمریکا قرار دارد. نفتی که به سطح تراوش کرده از مخزن میدان نفتی دریاچه نمک Repetto و ماسه‌های نفتی Pico تأمین می‌شود. این ذخایر نفتی در دوران میوسن تشکیل شده‌است. زمانی که پلانکتون‌های دریایی در یک حوضه اقیانوسی تجمع کرده‌اند، به تدریج مرده‌اند و اجساد آنها زیر زمین دفن شده‌است. با گذشت زمان، رسوبات، جسد این موجودات را در عمق ۳۰۰ تا ۱۰۰۰ متری زیر سطح زمین مدفون کرد و آنها را تحت فشارهای زیادی قرار داد. این فرایندها مواد آلی موجود در اجسادشان را به نفت تبدیل کرد. گسل خیابان ششم که از میدان نفتی دریاچه نمک می‌گذرد مجرای تغذیه گودال‌های لابرا تار است. نفت به مرور زمان به سطح زمین تراوش کرد و حیوانات و گیاهان ۵۰۰۰۰ سال پیش، که اکنون تبدیل به نفت شده‌اند را با خود به سطح زمین رساند.

### چاله‌های قیر کارپینتریا
گودال‌های تار کارپینتریا در پارک تار پیتز در محله کارپینتریا در ایالت کالیفرنیا واقع شده‌اند. پیش‌بینی می‌شود که این چاله‌های قیر در دوران پلیستوسن شکل گرفته باشند. طی یک پروژه کاوش فسیل، ۲۵ گونه گیاهی به همراه ۵۵ گونه پرنده و ۲۶ گونه پستاندار از این چاله‌های نفتی کشف شد. چشمه‌های نفتی هنوز از طریق شکستگی‌ها و گسل‌های لایه‌های زیرین به سطح می‌ریزد.

### دریاچه آسفالت بینگادی
دریاچه آسفالت بیناگادی در آذربایجان یا در قفقاز، منطقه ای بین دریای سیاه و دریای خزر قرار گرفته‌است. این گودال قیر به واسطه حفظ فسیل سر و بدن چندین شیر غار، شناخته شده‌است. پستانداری که در دوره پلیستوسن زیست می‌کرده. یک جمجمه اسب زمان‌های قدیم که به خوبی حفظ شده بود نیز در دریاچه آسفالت بیناگادی پیدا شد. قدمت آن ۹۶ تا ۱۲۰ هزار سال تخمین زده می‌شود. فسیل این جمجمه اسب در موزه طبیعی-تاریخی آذربایجان در باکو، آذربایجان قرار دارد.

### دریاچه پیچ
دریاچه پیچ در ترینیداد و توباگو یک گودال بزرگ و کاسه مانند است که با قیر پر شده‌است. این دریاچه دارای عمق حداکثر ۲۵۰ فوت (حدود ۷۶ متر) با مساحت حدود ۱۰۰ هکتار است که آن را به بزرگ‌ترین ذخیره قیر جامد روی زمین تبدیل می‌کند. در نزدیکی سواحل ماده تشکیل دهنده این دریاچه سرد و متراکم است و دارای لایه فوقانی‌ای است که می‌توان روی آن راه رفت. زیر این پوسته، آسفالت مدام در حال چرخیدن و درحال حرکت است. دریاچه در نزدیکی مرکز، در محلی که قیر شروع به حباب زدن می‌کند، به تدریج نرم‌تر و داغ تر می‌شود. گازی که در وسط دریاچه از همین حباب‌ها آزاد می‌شود عمدتاً از متان و مقدار زیادی کربن دی‌اکسید تشکیل شده‌است.
دریاچه پیچ هزاران سال پیش در جریان فعالیت‌های تکتونیکی شکل گرفت. در جریان حرکات پوسته‌های زمین شکستگی ایجاد شد و نفت و گاز از طریق شکستگی در طول زمان به سمت بالا به سطح زمین نفوذ کردند و دریاچه پیچ را ایجاد کردند. به دلیل این تجدید مداوم نفت و گاز، دریاچه جریان ملایمی دارد و درحال تغییر حجم است. البته جریان تا حد زیادی مورد توجه قرار نمی‌گیرد زیرا لایه بالایی دریاچه پبچ عمدتاً جامد است.

## فسیل‌ها
چاله‌های تار دارای فسیل‌های فراوانی است. این اتفاق به این دلیل است که آسفالت ضخیم و چسبنده حیوانات را به دام می‌اندازد و آنها را از تحلیل رفتن توسط باکتری‌ها حفظ می‌کند و فسیل آنها سالم می‌ماند. هنگامی که حیوانات وارد قیر می‌شوند، بی حرکت می‌شوند و اگر آسفالت به اندازه کافی گرم و چسبنده باشد، بلافاصله شروع به فرورفتن می‌کنند و نمی‌توانند فرار کنند. شکارچیانی که این حیوانات بی‌پناه را می‌بینند معمولاً به امید اینکه غذای بعدی خود را بگیرند به داخل چاله‌های قیر پیش می‌روند. در نتیجه، طعمه‌ها معمولاً در زیر شکارچی در حین پروژه‌های حفاری برای یافت فسیل پیدا می‌شوند.
استخوان‌ها و قسمت‌های سخت حیوانات مثل شاخ‌ها به خوبی حفظ می‌شوند زیرا پس از مرگ بدن حیوان به سرعت دفن می‌شود. در زیر سطح، قسمت‌های سخت با آسفالت پوشیده شده‌است و از تغییرات آب و هوایی مانند باران، باد یا برف که ممکن است فرآیندهای هوازدگی را تسریع کنند، محافظت می‌شوند و سالم می‌ماند. آسفالت همچنین فاقد اکسیژن و آب است، بنابراین موجودات اصلی تجزیه کننده مانند قارچ‌های هوازی و باکتری‌ها وجود ندارند پس بدن جانور تجزیه نمی‌شود.
از سال ۱۹۰۶ بیش از یک میلیون فسیل در چاله‌های تار لا برا کشف شده‌است. این فسیل‌ها شامل ۲۳۱ گونه مهره‌دار، ۲۳۴ گونه بی مهره و ۱۵۹ گونه گیاهی است. متداول‌ترین پستاندار بزرگی که در چاله‌های لابرا تار یافت شده‌است، گرگ وحشت است، یکی از معروف‌ترین گوشتخواران ماقبل تاریخ که در دوران پلیستوسن زندگی می‌کرده‌است. فسیل های گربه‌های شمشیر دندان و کایوت‌ها نیز در این چاله‌ها فراوان بوده‌است. فسیل‌های دیگری هم به‌طور مداوم از طریق پروژه‌های حفاری مستمر این چاله‌ها کشف می‌شوند.

## موجودات زنده
در چاله‌های تار، باکتری‌هایی شناسایی شدند که می‌توانستند در این چاله‌ها و داخل قیر زندگی کنند و جان سالم به در ببرند. اعتقاد بر این است که آنها از میکروارگانیسم‌های موجود در خاک که هزاران سال پیش از یک رویداد نشت آسفالت جان سالم به در برده‌اند، تکامل یافته‌اند.
این باکتری‌ها از آب به عنوان عامل کاهنده خود استفاده نمی‌کنند، بنابراین اکسیژن در طول تنفس تولید نمی‌شود. در عوض از گوگرد به شکل سولفید به عنوان عامل کاهنده استفاده می‌کنند. این باکتری‌ها به عنوان برخی از مقاوم‌ترین موجودات در برابر تشعشع در این سیاره شناخته شده‌اند.
بسیاری از این میکروب‌ها با گوگرد، آهن، متان یا سایر هیدروکربن‌ها زنده می‌مانند. کشف اکسترموفیل‌ها در دریاچه پیچ بینشی در مورد احتمالات حیات میکروبی در دریاچه‌های هیدروکربنی موجود در تیتان فراهم می‌کند.

## سهم در تولید گازهای گلخانه ای
گودال‌های قیر از شکستن نفت خام در سطح زمین تشکیل می‌شوند. هیدروکربن‌های سبک‌تر از نفت خام، که شامل متان (CH4)، اتان (C2H6)، و پروپان (C3H8)، تبخیر می‌شوند و هیدروکربن‌های بزرگتر که ترکیب شیمیایی آسفالت را تشکیل می‌دهند باقی می‌مانند. این یک نگرانی است زیرا متان، اتان و پروپان، گازهای گلخانه ای اصلی هستند. چاله‌های تار لا برا در روز حدود ۵۰۰ کیلوگرم متان از خود خارج می‌کنند. بیشترین میزان انتشار در امتداد گسل خیابان ششم است، که مجرای ورودی آن است و چاله‌های قیر را با نفت خام از رسوبات زیر سطح زمین تغذیه می‌کند. همچنین کشف شد که متان از خاک مجاور دریاچه هم در حال تبخیر است که بر فیزیولوژی علف‌های بومی تأثیر می‌گذارد. چاله‌های قیر لا برا دارای بالاترین شار گاز طبیعی هستند.
منابع زمین‌شناسی طبیعی متان و سایر هیدروکربن‌ها باید هنگام مدل‌سازی گازهای گلخانه‌ای اتمسفر در نظر گرفته شوند. همه منابع هیدروکربن‌ها در جو نتیجه انتشارات انسانی نیستند و باید توجه داشت که بخشی از آنها هم ناشی از همین گودال‌ها هستند.

## خطرات چاله‌های قیر
نشت هیدروکربن در مناطق شهری یا صنعتی به دلیل ماهیت انفجاری هیدروکربن‌ها یک خطر زمین‌شناسی است. در ۲۴ مارس ۱۹۸۵، یک حوزه انباشت گاز متان از سوراخ کوچکی بین زمین و دیوارهای یک فروشگاه بزرگ پوشاک به نام «راس» در لس آنجلس به داخل آن فروشگاه نفوذ کرد. این فروشگاه حدوداً یک مایل از گودال لا برا فاصله داشت. این مقدار نشت متان انفجاری را ایجاد کرد که ۲۱ نفر را مجروح کرد. این رویداد آگاهی از خطرات بالقوه مخاطرات متان و نشت هیدروکربن در منطقه را افزایش داد. همچنین لازم به ذکر است احتمال غرق شدگی یا گیر کردن در گودال های بزرگ‌تر هم گزارش شده است و جزو خطرات احتمالی به شمار می‌رود. 

## گیاهان کهن
گودال‌های قیری عوامل نگهداری عالی هستند و همچنین توانایی ارائه داده‌های ایزوتوپ کربن را برای درختانی که در آنها گیر کرده‌اند دارند. نگاهی به داده‌های ایزوتوپ کربن در درختان ماقبل تاریخ می‌تواند اطلاعاتی را در مورد واکنش گیاهان به مقادیر مختلف دی‌اکسید کربن در اتمسفر در زمان‌های قدیم نشان دهد. نمونه ای از درخت ارس از آخرین دوره یخبندان از گودال قیر لا برا پیدا شد، و نشان داد که نسبت بین سلولی و جوی CO2 بین درختان دوره یخبندان و مدرن مشابه بود.

## تاریخچه چاله‌های قیر و انسان
جسد یک زن در سال ۱۹۱۴ از چاله‌های تار لا برا پیدا شد که فقط جمجمه و بخش‌هایی از اسکلت حفظ شده بود و مشخص شد که او حدود ۹۰۰۰ سال پیش مرده‌است. پیش‌بینی می‌شود که او در هنگام مرگ بین ۱۸ تا ۲۴ سال سن داشته و قدش ۴ فوت و ۸ تا ۱۰ اینچ بوده‌است. این تنها نمونه گزارش شده از بقایای انسانی است که در چاله‌های قیر یافت شده‌است و گزارش دیگری نشده‌است ولی کاوشگران همچنان مشغول حفاری برای یافتن موارد جدید هستند.
برای هزاران سال، بومیان آمریکا از قیر حاصل از چاله‌های تار لا برا به عنوان چسب و عامل اتصال استفاده می‌کردند. آنها از آن به عنوان درزبندی ضدآب برای محکم کردن و عایق کردن قایق‌ها و سبدهای خود استفاده می‌کردند. هنگامی که غربی‌ها به چاله‌های قیر رسیدند، شروع به استخراج کردند و از قیر برای عایق کردن و ایزوگام سقف خانه‌ها در برابر باران و برف استفاده می‌کردند.